# Хизиярви
Хизиярви — озеро на территории Сосновецкого сельского поселения Беломорского района Республики Карелии.

## Общие сведения
Площадь озера — 1,4 км². Располагается на высоте 86,5 метров над уровнем моря.
Форма озера лопастная, продолговатая: оно вытянуто с северо-запада на юго-восток. Берега изрезанные, каменисто-песчаные, местами заболоченные.
Через Хизиярви (а также через смежное с ним Пебозеро) протекает безымянная протока, соединяющая между собой озёра Лежево и Воронье, минуя Среднюю Охту. Из Вороньего вытекает река Нижняя Охта, впадающая в реку Кемь.
В озере расположено не менее трёх небольших безымянных островов.
На западном берегу озера располагается покинутая карельская деревня Пебозеро.
Код объекта в государственном водном реестре — 02020001011102000006578.